# Обернення інтервалу
Обернення інтервалу — перенесення нижнього звука інтервалу на октаву вгору або верхнього — на октаву вниз. При оберненні інтервалів великий інтервал утворює малий, збільшений — зменшений, і навпаки: малий — великий, зменшений — збільшений. Чистий інтервал залишається чистим.
Прима при оберненні утворює октаву, секунда — септиму, терція — сексту, кварта — квінту, секста — терцію, септима — секунду, октава — приму (див. малюнок нижче).